# Muldeaue oberhalb Pouch
Die Muldeaue oberhalb Pouch ist ein FFH-Gebiet in der Gemeinde Muldestausee im Landkreis Anhalt-Bitterfeld in Sachsen-Anhalt.

## Allgemeines
Das FFH-Gebiet ist circa 515 Hektar groß. Es überschneidet sich mit dem Landschaftsschutzgebiet „Muldeaue Pouch-Schwemsal“ und im äußersten Nordwesten mit dem Landschaftsschutzgebiet „Dübener Heide“. Nach Süden grenzt es an das FFH-Gebiet „Vereinigte Mulde und Muldeauen“ und EU-Vogelschutzgebiet „Vereinigte Mulde“ auf dem Gebiet des Landes Sachsen. Ein Teil des FFH-Gebietes ist als Naturschutzgebiet „Muldetalhang Rösa“ ausgewiesen. Es ist durch die Landesverordnung zur Unterschutzstellung der Natura 2000-Gebiete im Land Sachsen-Anhalt (N2000-LVO LSA) seit dem 21. Dezember 2018 rechtlich gesichert. Zuständige untere Naturschutzbehörde ist der Landkreis Anhalt-Bitterfeld.

## Beschreibung
Das FFH-Gebiet liegt östlich von Bitterfeld-Wolfen am Rand des Naturparks Dübener Heide. Es umfasst die Mulde auf dem Gebiet des Landes Sachsen-Anhalt westlich von Bad Düben bis zum Muldestausee sowie die Muldeaue. Der Mündungsbereich der Mulde in den Stausee ist in das FFH-Gebiet einbezogen. In der Muldeaue befinden sich mehrere Altwasser, die vom Flusslauf der Mulde abgetrennt sind. Die Mulde selber unterliegt im FFH-Gebiet noch einer naturnahen Gewässerdynamik mit unbefestigten Gleit- und Prallhängen. In der Aue der Mulde sind vielfach Grünländer zu finden, in die Gehölzstrukturen eingebettet sind. Dabei handelt es sich um Reste von Auwäldern, die oft nur noch kleinflächig ausgebildet sind. Die Auwälder sind überwiegend als Weichholzauwälder, kleinflächig auch als Hartholzauwälder ausgebildet (zu den Waldgesellschaften im Naturschutzgebiet „Muldetalhang Rösa“ siehe dort). Die Grünländer sind vielfach artenreich ausgebildet. Im Uferbereich der Mulde und ihrer Altwasser sind feuchte Hochstaudenfluren mit Echtem Mädesüß, Zottigem Weidenröschen, Europäischer Seide und Gelbsegge ausgebildet. In den Altwassern als Stillgewässer siedeln unter anderem Krebsschere, Gelbe Teichrose, Südlicher Wasserschlauch, Gewöhnlicher Wasserhahnenfuß, Ähriges Tausendblatt, Kleine Wasserlinse und Vielwurzelige Teichlinse.
Das FFH-Gebiet ist Lebensraum und Wanderkorridor von Biber und Fischotter. Weiterhin ist es Jagdhabitat verschiedener Fledermausarten, darunter Wasserfledermaus, Großer Abendsegler, Mückenfledermaus und Rauhautfledermaus. In der Mulde sind Rapfen und Steinbeißer heimisch, in den Altwassern ist der Bitterling heimisch, der allerdings durch die zunehmende Verschlammung der Altwasser beeinträchtigt wird.